# Raveni
Raveni este un oraș în Grecia în prefectura Thesprotia.